# Astečki galeb
Astečki galeb (Leucophaeus atricilla) je srednje velik galeb Sjeverne i Južne Amerike. Oportunistički je svežder i strvinar. Gnijezdi se u velikim kolonijama uglavnom duž atlantske obale Sjeverne Amerike, Kariba i sjeverne Južne Amerike. Dvije su podvrste : L. a. megalopterus - koji živi od jugoistočne Kanade do Srednje Amerike i L. a. atricilla koja se pojavljuje od Kariba do venezuelskih otoka. Dugo je bio smješten u rod Larus, a danas je svrstan u Leucophaeus.

## Naziv
Ime roda Leucophaeus potječe od starogrčkog λευκός: leukós, "bijeli" i φαιός: phaios, "sumračan". Specifični naziv atricilla je iz latinskog ater, "crna" i cilla, "rep". Čini se da je Linnaeus pogrešno pročitao svoju notu atricapilla (crnokosa), što bi bilo puno prikladnije za ovu crnoglavu, ali bijelorepu pticu.

## Rasprostranjenost
Gnijezdi se na atlantskoj obali Sjeverne Amerike, Kariba i sjeverne Južne Amerike. Najsjevernije populacije migriraju dalje na jug zimi, a rijetko zalutaju u zapadnu Europu. Engleski naziv vrste Laughing gull (galeb koji se smije) proizlazi iz njegovog glasanja kee-agh, koji zvuči poput visokog smijeha "ha... ha... ha... ".

## Gniježđenje
Razmnožava se u obalnim močvarama i ribnjacima u velikim kolonijama. Veliko gnijezdo, napravljeno uglavnom od trave, grade na zemlji. U gnijezdu se nađe tri ili četiri zelenkasta jaja koja se inkubiraju oko tri tjedna.

## Opis
Ovu je vrstu lako prepoznati. Duga je 36–41 cm s rasponom krila 98–110 cm i težinom u rasponu 203–371 g. Ljetno perje odrasle ptice je bijelo, osim tamno sivih leđa i krila te crne glave. Krila su mnogo tamnije siva od svih ostalih galebova slične veličine, osim manjeg prerijskog galeba, a imaju crne vrhove bez bijelog polumjeseca kakav ima prerijski galeb. Kljun je dugačak i crven. Crna kapuljača uglavnom se gubi zimi.
Treba im tri godine da dobiju odraslo perje. Nezrele ptice uvijek su tamnije od većine galebova slične veličine, osim prerijskih. Ptice prve godine sivije su s donje strane i bljeđih su glava od prerijskih galeba prve godine, a druge se godine mogu razlikovati po uzorku i strukturi krila.

## Podvrste
Dvije podvrste su:
- L. a. megalopterus - (Bruch, 1855.): priobalna jugoistočna Kanada, istočna i južna Amerika, Meksiko i Srednja Amerika
- L. a. atricilla - ( Linnaeus, 1758): Karipski otoci do venezuelskih otoka

Poput većine ostalih pripadnika roda Leucophaeus, i astečki galeb dugo je bio smješten u rod Larus. Sadašnji smještaj u Leucophaeusu slijedi preporuke Američkog saveza ornitologa.

## Galerija
- Ptica u sezoni parenja ima crnu glavu i crveni kljun
- Potpuno alternativno perje
- Odrasla ptica sredinom svibnja (potpuno alternativno perje)
- Astečki galeb, alternativno perje, Sjeverna Karolina, SAD, 2016
- Odrasla ptica zimi (potpuno osnovno perje)
- Mlada ptica
- Odrasla ptica, St. Thomas, Djevičanski otoci (potpuno alternativno perje)
- Lutalica u osnovnom perju, UK
- Slijetanje na plažu
- Los Roques, Venezuela
- Jaje, Museum Wiesbaden
- Astečki galebovi prate ribarski brod u lovu na škampe ispred Jacksonvillea, Florida

## Vanjske poveznice
|  | Zajednički poslužitelj ima još gradiva o temi Leucophaeus atricilla |
|  | Wikivrste imaju podatke o taksonu Leucophaeus atricilla             |

- Laughing Gull - Larus atricilla  Arhivirana inačica izvorne stranice od 5. srpnja 2007. (Wayback Machine) - USGS Patuxent Bird Identification InfoCenter
- Laughing Gull Species Account - Cornell Lab of Ornithology
- Field Guide on Flickr
- Laughing Gull Bird Sound at Florida Museum of Natural History
- Mediji za Laughing Gull. Internet Bird Collection
- Galerija slika na temu Laughing Gull na stranici VIREO (Sveučilište Drexel)
- Interaktivna karta za Leucophaeus atricilla na IUCN-ovim kartama za Crveni popis